# Jamie Feick
Jamie Eugene Feick  (Lexington, Ohio, 3 de julio de 1974) es un exjugador de baloncesto estadounidense que jugó cinco temporadas en la NBA, además de hacerlo en la CBA y en la liga española. Con 2,06 metros de estatura, lo hacía en las posiciones de ala-pívot/pívot.

## Trayectoria deportiva

### Universidad
Procedente del Instituto Lexington, donde ganó el campeonato estatal en 1991, Feick jugó cuatro temporadas en los Spartans de la Universidad Estatal de Míchigan, promediando 6.6 puntos, 6.7 rebotes y 1.2 asistencias en 106 partidos totales a lo largo de su carrera. En sus dos últimas temporadas en Michigan State se quedó al borde del doble-doble, con 9.9 puntos y 10 rebotes por partido, y 10,1 puntos y 9,5 rebotes, respectivamente.

### Profesional
Feick fue seleccionado en la 48.ª posición del Draft de la NBA de 1996 por Philadelphia 76ers, aunque fue despedido por el equipo antes de que comenzara la temporada 1996-97. Feick fichó por Oklahoma City Cavalry de la CBA, donde comenzó su carrera profesional, y disputó 13 partidos con 10.7 puntos y 10.8 rebotes por partido de promedio. El 6 de enero de 1997 firmó el primero de sus dos contratos de 10 días con Charlotte Hornets, apareciendo en tres partidos en los que anotó 5 puntos y capturó 3 rebotes. Al finalizar su segundo contrato con los Hornets fichó por San Antonio Spurs, donde finalizó la temporada. En septiembre de 1997 fue contratado por el Unicaja Málaga de la liga española, disputando un único partido. 
La temporada 1997-98 la jugó en Milwaukee Bucks, aportando 2.3 puntos y 2.8 rebotes en 45 partidos, hasta que fue cortado el 18 de febrero de 1999. A las pocas semanas firmó con New Jersey Nets, haciéndose un hueco en el equipo para el resto de la temporada gracias a sus 6.8 puntos y 11 rebotes en 26 partidos jugados, 16 de ellos como titular. En verano firmó un contrato garantizado de 6 años y 15 millones de dólares con los Nets, y mantuvo su buen rendimiento durante la campaña 1999-00, firmando 5.7 puntos y 9.3 rebotes por partido, y capturando 25 rebotes el 20 de enero de 2000 en la victoria ante Detroit Pistons. En la temporada siguiente sólo disputó 6 partidos y puso fin a su carrera profesional debido a una lesión en el talón de Aquiles, aunque se mantuvo oficialmente en la plantilla de los Nets hasta abril de 2003.

## Estadísticas de su carrera en la NBA

### Temporada regular
| Año     | Equipo      | PJ  | PT | MPP  | %TC  | %3P   | %TL  | RPP  | APP | ROB | TPP | PPP |
| ------- | ----------- | --- | -- | ---- | ---- | ----- | ---- | ---- | --- | --- | --- | --- |
| 1996–97 | Charlotte   | 3   | 0  | 3.3  | .500 | 1.000 | .000 | 1.0  | 0.0 | 0.0 | 0.3 | 1.7 |
| 1996–97 | San Antonio | 38  | 0  | 16.2 | .353 | .308  | .523 | 5.6  | 0.7 | 0.4 | 0.3 | 3.8 |
| 1997–98 | Milwaukee   | 45  | 2  | 10.0 | .433 | .308  | .488 | 2.8  | 0.4 | 0.6 | 0.4 | 2.3 |
| 1998–99 | Milwaukee   | 2   | 0  | 1.5  | .000 | .000  | .000 | 1.0  | 0.0 | 0.0 | 0.0 | 0.0 |
| 1998–99 | New Jersey  | 26  | 16 | 32.7 | .504 | .000  | .717 | 11.0 | 0.9 | 1.0 | 0.7 | 6.8 |
| 1999–00 | New Jersey  | 81  | 17 | 27.7 | .428 | 1.000 | .707 | 9.3  | 0.8 | 0.5 | 0.5 | 5.7 |
| 2000–01 | New Jersey  | 6   | 0  | 24.8 | .348 | .000  | .500 | 9.3  | 0.8 | 1.3 | 0.5 | 3.7 |
| Total   | Total       | 201 | 35 | 21.5 | .424 | .400  | .629 | 7.1  | 0.7 | 0.6 | 0.4 | 4.5 |